# Robert Lee Gibson
Robert Lee Gibson (ur. 30 października 1946 w Cooperstown w stanie Nowy Jork) – amerykański inżynier, pilot i astronauta.

## Życiorys
W 1964 skończył szkołę w Huntington, w 1966 Suffolk County Community College w Long Island, a w 1969 inżynierię aeronautyczną na California Polytechnic State University. Od 1969 służył w armii, był lotnikiem morskim, szkolił się w Pensacoli na Florydzie i w Meridian w Missisipi, a później w Kingsville w Teksasie. Był instruktorem pilotażu, w 1977 skończył szkołę pilotów doświadczalnych w stanie Maryland. Ma wylatane ponad 6000 godzin na ponad 50 różnych typach samolotów wojskowych i cywilnych. 16 stycznia 1978 został kandydatem NASA na astronautę, w sierpniu 1979 został zakwalifikowany jako astronauta, przechodził szkolenie na pilota statku kosmicznego. Od 3 do 11 lutego 1984 jako pilot uczestniczył w misji STS-41-B trwającej 7 dni, 23 godziny i 15 minut. W kolejnych czterech misjach był dowódcą. Od 12 do 18 stycznia 1986 dowodził misją STS-61-C trwającą 6 dni, 2 godziny i 3 minuty. Trzecią jego misją była, od 2 do 6 grudnia 1988, STS-27, trwająca 4 dni, 9 godzin i 5 minut. Od 12 do 20 września 1992 dowodził misją STS-47 trwającą 7 dni, 22 godziny i 30 minut. Po raz ostatni przebywał w kosmosie od 27 czerwca do 7 lipca 1995 jako dowódca misji STS-71 trwającej 9 dni, 19 godzin i 22 minuty.
Łącznie spędził w kosmosie 36 dni, 4 godziny i 15 minut. Opuścił NASA 15 listopada 1996.
Stowarzyszenie Uczestników Lotów Kosmicznych (Association of Space Explorers) przyznało mu Universal Astronaut Insignia za lot orbitalny (nr 132).